# Hypogastrura mexicana
Hypogastrura mexicana är en urinsektsart som beskrevs av Eduard Handschin 1928. Hypogastrura mexicana ingår i släktet Hypogastrura och familjen Hypogastruridae. Inga underarter finns listade i Catalogue of Life.